# Dichagyris afghana
Dichagyris afghana är en fjärilsart som beskrevs av Charles Boursin 1963. Dichagyris afghana ingår i släktet Dichagyris och familjen nattflyn. Inga underarter finns listade i Catalogue of Life.